# Ford Pinto

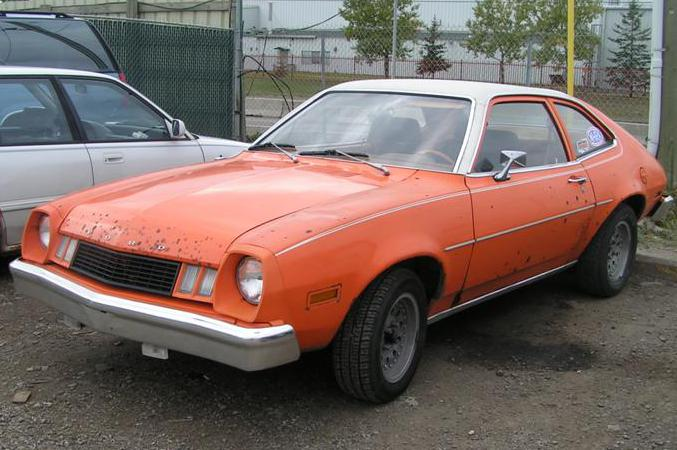
Ford Pinto

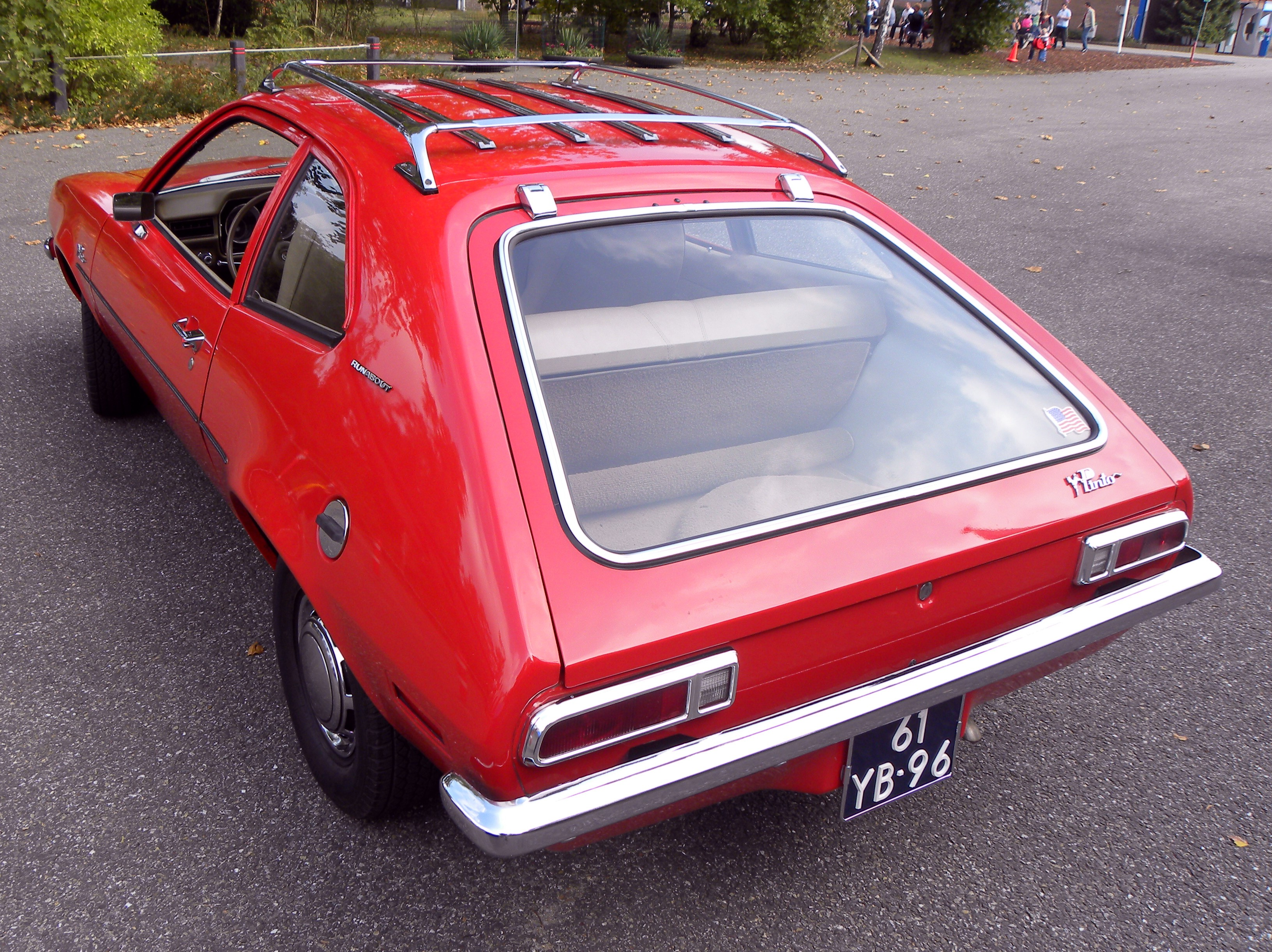
Ford Pinto als dreitüriges Hatchback, von Ford als „Runabout“ bezeichnet.

Der Ford Pinto war ein amerikanischer Wagen der unteren Mittelklasse, der von der Ford Motor Company von 1970 bis 1980 hergestellt wurde.

## Geschichte
Der Grund für die Entwicklung des Pinto bestand darin, dass Ford eine Alternative zu den immer erfolgreicheren importierten kleineren Pkw anbieten wollte. Besonders erfolgreich war in jenen Jahren der VW Käfer, aber auch die Verkaufszahlen japanischer Hersteller stiegen von Jahr zu Jahr. Bereits 1969 reagierte Ford auf den Trend zu kleineren Pkw mit dem Maverick, um ein Jahr später mit dem Pinto ein nochmals kleineres Fahrzeug herauszubringen, das nach US-amerikanischem Verhältnis ein Kleinwagen und nach europäischer Auffassung ein Wagen der unteren Mittelklasse ist. Nahezu gleichzeitig mit dem Pinto kamen auch GM mit dem Chevrolet Vega und AMC dem Gremlin auf den Markt, die auf den Kundenkreis für Kompaktwagen zielten. Der Pinto wurde leicht verändert auch als Mercury Bobcat angeboten.
Damit der Pinto möglichst günstig angeboten werden konnte, musste er zu geringen Kosten hergestellt werden. Der Pinto hatte als erster amerikanischer Ford seit Jahrzehnten wieder einen (von Ford of Europe entwickelten) Vierzylindermotor, der in konventioneller Manier längs eingebaut war und die Hinterräder antrieb. Aber auch an den Lohnkosten wurde gespart, indem komplette Aggregate wie Motor, Getriebe und Lenkung aus Europa geliefert wurden.

## Technik

### Karosserie
Den selbsttragenden Wagenkörper gab es anfangs nur zweitürig. Die Windschutzscheibe war nur 60° geneigt, vergleichbare Autos hatten seinerzeit noch eine wesentlich steiler stehende Scheibe (beim Konkurrent VW Käfer beinahe senkrecht stehend). Das Dach verlief nach hinten bis unter die Gürtellinie abfallend. Der Pinto hatte bei vergleichbarem Radstand 150 mm mehr Schulterfreiheit, 75 mm mehr Hüftbreite und 125 mm mehr Kniefreiheit als der VW Käfer. Der Kofferraum des Pinto war hingegen ebenso wie der des Käfers recht klein, konnte jedoch durch eine umklappbare Rückbank deutlich erweitert werden. Später war der Pinto auch mit dreitüriger Karosserie (hatchback) erhältlich. 

### Fahrwerk
Das Fahrzeug hatte eine vergleichsweise breite Spur und einen tiefen Schwerpunkt. Vorn waren Querlenker mit Kugelgelenken, Schraubenfedern und Stabilisator eingebaut. Die Radaufhängung hinten fiel sehr einfach aus, der Pinto hatte eine lediglich an Längsblattfedern geführte Starrachse. Zahnstangenlenkung und rundum Trommelbremsen waren weitere Merkmale.

### Motor
Pintomotor ist vor allem im englischen Sprachraum eine verbreitete Bezeichnung für einen Ottomotor mit vier Zylindern, der nach dem Ford Pinto benannt ist, für den er ursprünglich entwickelt wurde und in vielen Autos der Ford Motor Company Verwendung fand. Bei Ford trug der Pintomotor die offizielle Bezeichnung OHC (Overhead Camshaft, engl. für obenliegende Nockenwelle). In Europa wurde er ab 1970 im Ford Cortina der dritten Baureihe und im Taunus eingebaut.
Zunächst gab es den Pinto mit der 1,6-l-Variante aus England und dem 2,0-l-Aggregat aus Köln. Um auch mit 91-Oktan-Kraftstoff auszukommen, wurde die Verdichtung für den Pinto etwas zurückgenommen, sodass sich eine Leistung von 75 bzw. 100 SAE-PS ergab. Erhältlich waren zwei manuelle Vierganggetriebe sowie eine dreistufige Automatik.

## Sicherheitsprobleme
Während seiner Bauzeit gab es um das Modell einen Skandal, als sich herausstellte, dass das Heck des Fahrzeuges so konstruiert war, dass bei Auffahrunfällen leicht der Benzintank beschädigt werden konnte. Durch auslaufendes Benzin erhöhte sich das Risiko für Brände bei Unfällen erheblich. Es kam zu mehreren Bränden, die für einige Fahrzeuginsassen tödlich endeten. Im Verlauf der Untersuchungen wurden interne schriftliche Berichte bekannt, nach denen man sich bei Ford dieser Schwachstelle zwar bewusst war, aber nicht die Kosten für eine Konstruktionsänderung tragen wollte. Stattdessen wurde inoffiziell die Haltung vertreten, dass es kostengünstiger wäre, nach Todesfällen mögliche Gerichtsprozesse in Kauf zu nehmen und entsprechende Entschädigungen zu zahlen. Die damit verbundene Erkenntnis, dass nach Fords Geschäftsethos Menschenleben geringer bewertet wurden als Produktionskosten, führte zu Klagen und Prozessen, die allerdings ergebnislos blieben.
Dieses Beispiel wird zur Veranschaulichung der Problematik Unternehmensethik angeführt. Erst nachdem mindestens 60 Personen gestorben und über 120 schwer verletzt worden waren, wurde der Pinto schließlich vom Markt genommen.
Im Jahr 2002 gab es beim Ford Crown Victoria bei der Konstruktion des Tanks ein ähnliches Problem.

## Trivia
In den Filmen Fight Club und Top Secret!, in der Folge Das Wundermittel der TV-Serie Eine schrecklich nette Familie und in der Folge Eiertanz der Serie Sex and the City finden sich Anspielungen auf den Skandal um auslaufendes Benzin nach Auffahrunfällen. Auch im Roman G.A.S. oder Die Trilogie der Stadtwerke von Matt Ruff wird ein durch einen Heckaufprall explodierender Pinto thematisiert. Im Film Das Gesetz der Macht geht es um eine Sammelklage gegen einen Autohersteller, der die Kosten für die Entschädigung von Unfallopfern niedriger einschätzte als die Korrektur der zu den Unfällen führenden Fehlkonstruktion der elektrischen Anlage.
In der TV-Serie Drei Engel für Charlie fährt eine der Protagonistinnen einen orangen Pinto Runabout mit weißem Dach. In vielen Folgen von Stranger Things fährt Winona Ryder einen grünen Pinto Runabout mit Weißwandreifen.
Des Weiteren fährt Hugo (Hurley) in der Episode 12 (Die Rückkehrer) der 4. Staffel von Lost  einen kupferbraunen Pinto, der seine besten Tage schon lange hinter sich hat.
Im Spielfilm Das Schweigen der Lämmer, von 1991, fährt die Protagonistin Clarice Starling, gespielt von Jodie Foster einen weißen '74er Pinto.